# Jeannie Longo
Jeannie Longo o Jennie Longo-Ciprelli (Annecy, Alta Savoia, 31 d'octubre de 1958) és una ciclista francesa, considerada la millor especialista femenina de la història. Està casada amb Patrice Ciprelli, del qual ha adoptat el cognom.
Fou també posseïdora del rècord de la hora.

## Carrera esportiva

### Inicis
Va iniciar la seva activitat esportiva amb la pràctica de l'esquí alpí, esport amb el qual va esdevenir campiona del seu país en la categoria escolar l'any 1975. El 1979 va esdevenir campiona universitària en les categories de descens, eslàlom i eslàlom gegant.

### Jocs Olímpics
Especialista tant en ciclisme en pista com en ruta, va participar, als 25 anys, en els Jocs Olímpics d'Estiu de 1984 realitzats a Los Angeles (Estats Units), on finalitzà sisena en la prova individual de ruta, aconseguint així el seu primer diploma olímpic. En els Jocs Olímpics d'Estiu de 1988 celebrats a Seül (Corea del Sud) tornà a participar en la prova anterior, finalitzant en vint-i-unena posició.
En els Jocs Olímpics d'Estiu de 1992 celebrats a Barcelona (Catalunya) aconseguí guanyar la medalla de plata en la prova individual de ruta i finalitzà cinquena en la prova de 500 metres contrarellotge en pista, aconseguint un nou diploma. En els Jocs Olímpics d'Estiu de 1996 realitzats a Atlanta (Estats Units) aconseguí guanyar la medalla d'or en la prova individual en ruta i la medalla de plata en la prova contrarellotge. En els Jocs Olímpics d'Estiu de 2000 realitzats a Sydney (Austràlia) guanyà la medalla de bronze en la prova contrerellotge i finalitzà vint-i-sisena en la prova individual.
Posteriorment ha participat, sense èxit, en els Jocs Olímpics d'Estiu de 2004 realitzats a Atenes (Grècia) i en els Jocs Olímpics d'Estiu de 2008 realitzats a Pequín (República Popular de la Xina), els seus setens Jocs Olímpics, on va finalitzar desena i vint-i-quatrena en la prova individual en ruta i catorzena i quarta en la prova de contrarellotge.

### Campionat del món
Al llarg de la seva carrera ha guanyat catorze medalles en el Campionat del món de ciclisme en ruta, nou d'elles d'or (cinc d'elles en la prova individual i quatre en la prova contrarellotge). Així mateix ha guanyat deu medalles en el Campionat del Món de ciclisme en pista, quatre d'elles d'or.
Així mateix, l'any 1993 guanyà la medalla de plata en el Campionat del Món de ciclisme de muntanya.

### Tour de França femení
Longo ha estat tres vegades campiona del Tour de França, el campionat per etapes ciclista femení més important del món, els anys 1987, 1988 i 1989. Així mateix ha estat quatre vegades segona (1985, 1986, 1992 i 1995) i una vegada tercera (1996), així com campiona de la classificació per punts quatre vegades (1985, 1986, 1987 i 1988) i campiona de la classificació de la muntanya una vegada (1989).

## Palmarès en ruta
- 1979
  -  Campiona de França en ruta
- 1980
  -  Campiona de França en ruta
- 1981
  -  Campiona de França en ruta
  - 1a al Coors Classic
- 1982
  -  Campiona de França en ruta
- 1983
  -  Campiona de França en ruta
- 1984
  -  Campiona de França en ruta
  - 1a al Tour de Texas i vencedora de 2 etapes

| - 1985 - Campiona del món en ruta - Campiona de França en ruta - 1a al Coors Classic i vencedora de 4 etapes - 1a al Tour de Texas i vencedora de 3 etapes - Vencedora de 5 etapes del Tour de França - Vencedora de 3 etapes al Postgiro - 1986 - Campiona del món en ruta - Campiona de França en ruta - 1a al Coors Classic i vencedora de 3 etapes - 1a al Tour de la Drôme i vencedora de 3 etapes - Vencedora de 3 etapes al Postgiro - Vencedora de 5 etapes del Tour de França - 1987 - Campiona del món en ruta - Campiona de França en ruta - 1a a la Chrono des Herbiers - 1a al Coors Classic i vencedora de 4 etapes - 1a al Tour de França i vencedora de 4 etapes - 1a a la Volta a Colòmbia i vencedora de 8 etapes - 1a al Tour de la Drôme i vencedora de 5 etapes - 1a al Postgiro i vencedora de 4 etapes - Vencedora de 2 etapes del Tour de l'Aude - 1988 - Campiona de França en ruta - 1a al Tour de França i vencedora de 5 etapes - 1a al Tour de l'Aude i vencedora de 4 etapes - 1a a la Volta a Colòmbia i vencedora de 6 etapes - 1a al Tour de la Drôme i vencedora de 4 etapes - 1a al Tour de Vendée i vencedora de 3 etapes - 1a a l'Étoile vosgienne i vencedora de 3 etapes - 1a al GP d'Avinyó - 1a al Critèrium nacional - 1989 - Campiona del món en ruta - Campiona de França en ruta - 1a al Tour de França i vencedora de 5 etapes - 1a a l'Étoile vosgienne i vencedora d'una etapa - 1a al Tour de Vendée i vencedora de 4 etapes - 1a al Tour de la Drôme i vencedora de 5 etapes - 1991 - 1a a la Women's Challenge i vencedora d'una etapa - 1992 - Medalla de plata als Jocs Olímpics de Barcelona en ruta - Campiona de França en ruta - 1a a la Chrono des Herbiers - 1a al Chrono champenois - 1a a la Ronda de l'Isera i vencedora de 3 etapes - 1a al Tour del cantó de Perreux i vencedora de 3 etapes - Vencedora de 2 etapes al Tour ciclista femení - 1993 - 1a al Tour de l'Aude i vencedora de 2 etapes - 1a al Tour de Vendée i vencedora de 2 etapes - 1a a l'Étoile vosgienne i vencedora de 2 etapes - 1a al Tour de Finisterre i vencedora d'una etapa - Vencedora d'una etapa al Tour ciclista femení - 1994 - Vencedora de 2 etapes del Tour de Vendée - Vencedora d'una etapa del Tour de cantó de Zuric - 1995 - Campiona del món en ruta - Campiona del món en contrarellotge - Campiona de França en ruta - Campiona de França en contrarellotge - 1a a la Chrono des Herbiers - 1a al Chrono champenois - 1a al Tour de Finisterre i vencedora de 2 etapes - 1a al Tour de la Drôme i vencedora de 2 etapes - 1a a l'Emakumeen Bira i vencedora de 3 etapes - 1a al Tour de la Drôme i vencedora de 2 etapes - Vencedora de 2 etapes del Tour de Haute-Garonne - Vencedora d'una etapa del Tour de cantó de Zuric - Vencedora de 2 etapes del Tour ciclista femení - 1996 - Medalla d'or als Jocs Olímpics d'Atlanta en ruta - Medalla de plata als Jocs Olímpics d'Atlanta en contrarellotge - Campiona del món en contrarellotge - 1a al Chrono champenois - 1a al Gran Premi de les Nacions - 1a al Tour del Pays de Conques i vencedora de 2 etapes - Vencedora d'una etapa de l'Étoile vosgienne - Vencedora d'una etapa del Tour de Haute-Garonne - Vencedora de 2 etapes del Tour ciclista femení | - 1997 - Campiona del món en contrarellotge - 1a al Tour del Pays de Conques i vencedora de 2 etapes - 1a al Trofeu d'Or i vencedora de 2 etapes - 1a al Gran Premi de les Nacions - Vencedora d'una etapa de la Volta a Mallorca - 1998 - Campiona de França en ruta - 1a al Tour de Gila i vencedora de 2 etapes - 1a al Mount Evans Hill Climb - Vencedora d'una etapa de la Ronda d'Aquitània - Vencedora d'una etapa del Tour de Snowy - Vencedora d'una etapa dels 3 dies de Vendée - Vencedora d'una etapa al Trofeu d'Or - 1999 - Campiona de França en ruta - Campiona de França en contrarellotge - 1a a la Women's Challenge i vencedora de 3 etapes - 1a al Chrono champenois - 2000 - Medalla de bronze als Jocs Olímpics de Sydney en contrarellotge - Campiona de França en ruta - Campiona de França en contrarellotge - 1a a la Chrono des Herbiers - 1a a la Ronda del Mont Pujols - 1a a la Volta de Bisbee i vencedora de 4 etapes - 1a al Mount Washington Hillclimb - 1a al Sear may Classic i vencedora de 3 etapes - 1a al Killington stage race i vencedora de 2 etapes - 1a al Boucles Nontronnaises - Vencedora de 2 etapes del Tour de Gila - Vencedora de 3 etapes del Women's Challenge - Vencedora d'una etapa al Tour de Bretanya - 2001 - Campiona del món en contrarellotge - Campiona de França en ruta - Campiona de França en contrarellotge - 1a al Trofeu dels escaladors - Vencedora d'una etapa a la Women's Challenge - 2002 - Campiona de França en contrarellotge - 1a a la Volta de Bisbee i vencedora de 2 etapes - 1a a la Ronda de Houblon - 1a a la Semaine Cantalienne - Vencedora d'una etapa al Tour de la Drôme - 2003 - Campiona de França en contrarellotge - 1a al Tour de Genevois - 2004 - Campiona de França en ruta - 1a a la Copa de França - 1a al Trofeu dels escaladors - 1a al North End Classic i vencedora de 2 etapes - 1a al GP de Lió - 1a al Ladies Berry Classic’s Indre - Vencedora d'una etapa al Tour de Témécula - 2006 - Campiona de França en ruta - Campiona de França en contrarellotge - 2007 - 1a al Trofeu dels escaladors - 1a al Summit center classic - 2008 - Campiona de França en ruta - Campiona de França en contrarellotge - 1a al Mount Evans Hill Climb - 1a al Trofeu dels escaladors - 1a al Ladies Berry Classic's Indre - 2009 - Campiona de França en contrarellotge - 1a a la Chrono des Herbiers - 1a al Trofeu dels escaladors - 1a a la Ronda de Borgonya i vencedora d'una etapa - 2010 - Campiona de França en contrarellotge - 1a a la Chrono des Herbiers - 2011 - Campiona de França en contrarellotge |

## Palmarès en pista
- 1986
  -  Campiona del món de Persecució
- 1988
  -  Campiona del món de Persecució
- 1989
  -  Campiona del món de Persecució
  -  Campiona del món de Puntuació